# Евроотель (Львов)
«Еврооте́ль» (бывшая «Независимость», укр. Євроготель) — гостиница во Львове (Украина). Расположена в километре от исторической части города, по адресу: ул. Тершаковцев, 6а.
Гостиница была открыта после двухгодичной реконструкции в декабре 2007 года. Занимает семиэтажное здание бывшей гостиницы «Незалежність».
«Евроотель» имеет 100 номеров.
В гостинице есть конференц-зал, номера обеспечены доступом к Интернету, в конференц-зале и баре также есть Wi-Fi. При гостинице есть ресторан.